# Erigone malvari
Erigone malvari Barrion & Litsinger, 1995 è un ragno appartenente alla famiglia Linyphiidae.

## Distribuzione
La specie è stata rinvenuta nelle Filippine.

## Tassonomia
Non sono stati esaminati esemplari di questa specie dal 1995
Attualmente, a dicembre 2014, non sono note sottospecie.